# سقوط مملكة شو هان
سقوط مملكة شو هذه الحروب تعتبر أخر حرب كبيرة في تاريخ الممالك الثلاث
'"سقوط مملكة شو"'
هو نزاع عسكري وقع سنة 263ميلادية بين مملكة تسمى شو هان تعتبر بقايا لمملكة هان وبين مملكة واي التي أنهى مؤسسها تساو بي حكم أخر أباطرة مملكة هان وهو الإمبراطور شيان سنة 222م ويعتبر هذا التاريخ بداية لقيام الممالك الثلاث
بعد نهاية الحروب الشمالية لتشوغ ليانغ بدأت مملكة شو في الضعف بالرغم من أن جيانغ واي خليفة جوكيه ليانغ استطاع ضبظ الحدود ومما زاد من عدم تدخل بلاط واي والإمبراطور تساو روي هو عدم وجود قادة أكفاء عدا سيما يي الذي كان يقود جنود واي في الحرب ضد حملات تشوغ ليانغ وبعد وفاة الإمبراطور تساو روي استطاع سيما يي التحكم في البلاط
وبعد وفاته في سنة 251 أجبر سيما زاو الإمبراطور على تنصيبه ملكا لجين وأمر سيما زاو القوات بالتمركز في هانزونج ومي فو وبي وأمر الجنرالين دينغ أي وزونغ فو ببدء التقدم من خلال خطوط رسمها
ثم سيطرت قوات واي على هان زونغ في 22 أكتوبر 262 بقيادة الجنرال دينغ أي وزونغ فو وفتح الطريق أمام تشينغ دو فجهز سيما زاو الجيش الإمبراطوري ليقوده بنفسه وبعد انسحاب قوات شو بقيادة جيانغ واي خليفة تشوغ ليانغ أصبحت شو ضعيفة جدا بعد أن كانت فيما سبق على بعد خطوات قليلة من توحيد الممالك الثلاث وإعادة إحياء مملكة هان وبعد فتح هان زونغ ونان يانغ فقدت شو الكثير من الأراضي
وحاولت شو التحالف مع مملكة وو بقيادة الإمبراطور الضعيف سون ليانغ ابن سون تشوان وحفيد الجنرال سون جيان لكن واي كانت قد شنت عدة حملات في عهد سيما يي مما ساهم في إضعافها ومن ناحية أخرى خافت وو من قوة واي الكبيرة وربما كانت وو في عهد سون تشوان تريد أن تصبح ولاية تابعة لواي التي أنهت حكم سلالة هان ففشلت جهود التحالف وتركت شو لمصيرها فتقدم سيما زاو ب450.000جندي لاحتلال العاصمة فسمع جيانغ واي بالإمر وكان جيانغ واي مشغولا بالقتال لإسترجاع هان زونغ ولشدة قوته غير سيما زاو رأيه وأمر الجنرالين زونغ فو ودينج أي باحتلال تشينغ دو وعندما علم الإمبراطور الضعيف ليو شان ابن ليو باي بهذا جن جنونه فنصحه ابن تشوغ ليانغ تشوغ زو بالإستسلام فرفض تم غادر تشوغ زون العاصمة وإنضم لواي وفضح كل تمركزات شو لكن جيانغ واي أرسل 20.000 جندي لحماية العاصمة فإطمأن ليو شان والوزراء
لكن ليو شان تفاجئا عندما رأى قوات واي بقيادة زونج فو ودينغ أي أمام بوابة العاصمة فنصحه عدة وزراء بالإستسلام فوافق فأرسل الجنرالين إلى سيما زاو فوصل بعد إستسلام جيانغ واي ففتح ليو شان البوابة بنفسه وأعلن إستسلام مملكة شو رسميا وتنازله عن العرش لصالح الإمبراطور تساو مانغ إمبراطور واي.
بعدها مباشرة غادر سيما زاو وبرفقته ليو شان وجميع عائلته شو متجها للعاصمة لويانغ و هناك قابل ليو شان الإمبراطور تساو مانغ ووقع بصفته إمبراطور شو على مرسوم التنازل وأعطي لقب دوق السلام والمحبة وتم تعيين أبنائه جنرالات في جيش واي وصرفت له حكومة واي مرتبا شهريا وسأله سيما زاو مرة هل ترغب في العودة لشو فرفض وقال حياتي هنا أفضل أنا حاليا لا أفكر بشو .
ثم بعدها دبر جيانغ واي مكيدة ليوقع بين الجنرالات دينغ أي وزونغ فو مع سيما زاو لكي يسترد شو ويرجع ليو شان على عرش شو مهما كلف هذا وكان زونغ فو متمركزا في تشينغ دو بينما دينغ أي في هان زونغ فأغرى جيانغ واي زونغ فو باعتلاء العرش ففعل وأعلن في سنة 263 نفسه إمبراطورا لشو التي ستعمل على إرجاع سلالة هان فغضب سيما زاو وأمر الجنرال دينغ بالتقدم فرفض فجهز سيما زاو جيشا كبير فزحف على هان زونغ وسيطر عليها وقتل دينغ أي ثم حاصر تشينغ دو وقتل زونغ فو ثم إنتحر جيانغ واي أمام قبر تشوغ ليانغ و ليو باي وكانت هذه الحادثة إيذانا رسميا ببدء توحيد الممالك الثلاث
خريطة مملكة واي الموضحة باللون الأحمر بعد سقوط مملكة شو
أما اللون الأخضر فيبين أراضي مملكة وو